# Тарховка (парк)
Тарховка — группа лесопарков в Сестрорецке (Курортный район Санкт-Петербурга). Расположены в исторических районах Тарховка и Разлив. Все лесопарки этой группы имеют статус городских лесов (кроме Гагарки и северной половины лесопарка Разлив). Отдельные территории претендуют на присвоение статуса Особо охраняемых природных территорий.
Парк содержит 3 лесопарка (все получили статус лесопарка в 1958 году):
1. Гагарка
2. Разлив
3. Тарховка

Ближе к центру Сестрорецка находится лесопарк Гагарка, он соединяется с лесопарком Разлив. Лесопарк Разлив, в свою очередь, соединяется с лесопарком Тарховка.
Парк Тарховка кроме Гагарки и северной половины лесопарка Разлив входит в состав Сестрорецкого участкового лесничество, которое входит в состав Курортного лесопарка.